# J. C. Bamford Excavators
Pour les articles homonymes, voir Bamford et JCB.
 (juillet 2016).
Si vous disposez d'ouvrages ou d'articles de référence ou si vous connaissez des sites web de qualité traitant du thème abordé ici, merci de compléter l'article en donnant les références utiles à sa vérifiabilité et en les liant à la section « Notes et références ».

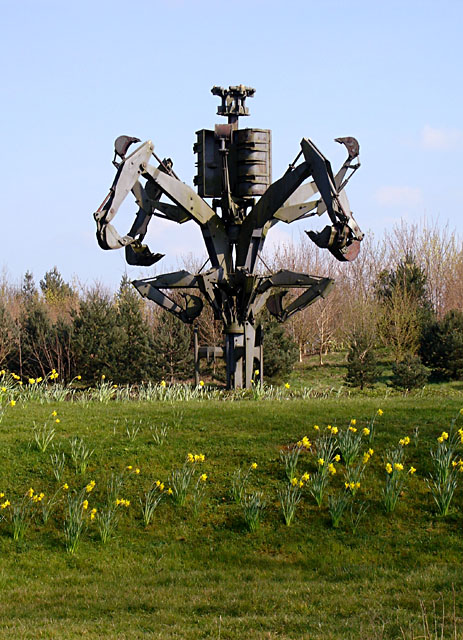
The Fossor au siège social de JCB à Rocester.

J.C. Bamford Excavators Limited (JCB) est une multinationale britannique, fabricant d’équipement de construction, de bâtiment et travaux publics et d'agriculture. Le siège social est basé à Rocester dans le Staffordshire. JCB produit plus de 300 types de machines comme des tractopelles, pelleteuses, tracteurs et des moteurs diesel. Le groupe compte 23 usines dans le monde, à travers l'Asie, l'Europe, l'Amérique du Nord et l'Amérique du Sud ; et ses produits sont vendus dans plus de 150 pays.
La société a été fondée en 1945 par Joseph Cyril Bamford, dont les initiales sont à l'origine du nom de l'entreprise, et appartient toujours à la famille Bamford. En Grande-Bretagne 'JCB' est souvent utilisé familièrement comme une description générique pour des pelles mécaniques et des tractopelles, et fait désormais partie du Oxford English Dictionary.

## Histoire

### XXesiècle

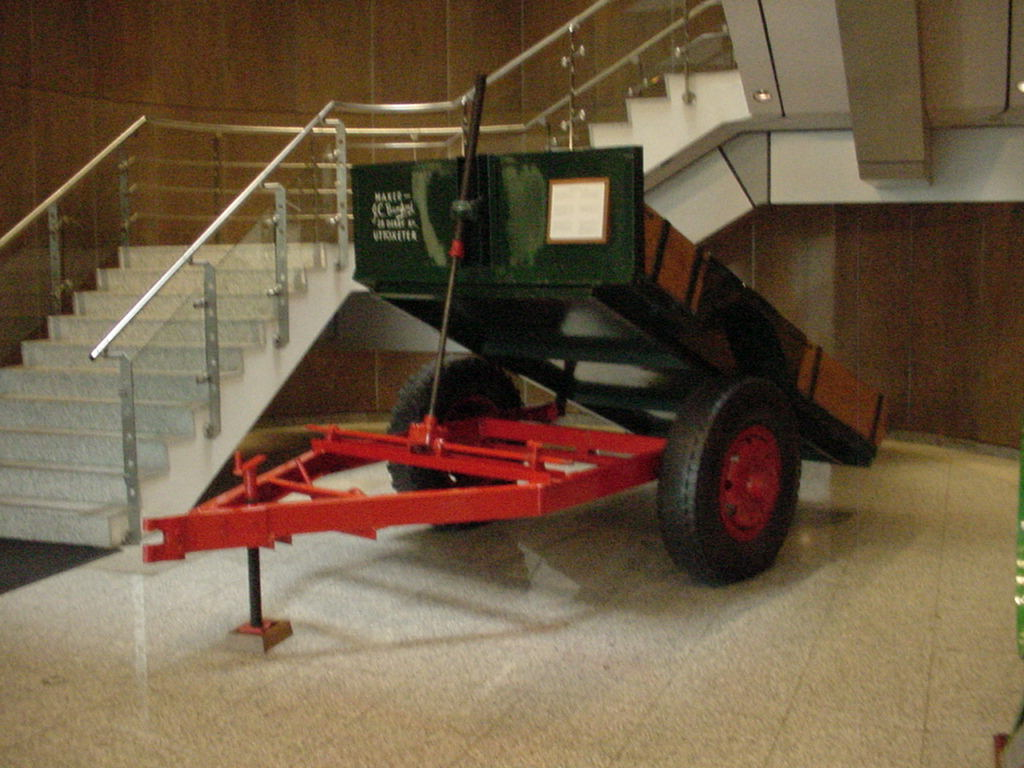
Le premier véhicule JCB fabriqué (une remorque agricole).

L’entreprise a été fondée par Joseph Cyril Bamford en octobre 1945 à Uttoxeter (Staffordshire) en Angleterre. Il a commencé son activité en louant un petit garage, où il utilisait un poste de soudage afin de créer un semi-remorque à partir d'un surplus de matériel de la Seconde Guerre mondiale. Le jour de la naissance de son fils Anthony, il vend son semi-remorque sur un marché voisin pour 45 £.
En 1948, six personnes travaillaient pour la société, et ils fabriquèrent la première remorque hydraulique d'Europe. En 1950, la compagnie déménage dans une ancienne usine de fromage à Rocester. L’année suivante, les machines commencent à arborer la couleur jaune JCB. En 1953, la première chargeuse pelleteuse fut lancée, et le logo de JCB apparaît pour la première fois sur les machines. En 1957, l’entreprise lance la « hydra-digga » intégrant à la fois une chargeuse et une pelleteuse, une machine tout-en-un, très utile pour les agriculteurs et l’industrie de construction.
En 1960, les tracteurs hydrauliques JCB arrivent sur le marché de l’Amérique du Nord. JCB devient alors le leader mondial. En 1964, JCB a vendu plus de 3 000 chargeuses pelleteuses 3C. L’année suivante, la première pelleteuse 360 degrés voit le jour, la JCB 7.
En 1978, JCB invente la chargeuse télescopique. L’année suivante, JCB arrive en Inde. En 1991, l’entreprise s’associe à l’entreprise japonaise Sumitomo afin de produire des pelleteuses ; le contrat pris fin en 1998. Deux ans plus tard, une usine de JCB fut construite aux États-Unis à Pooler dans l'État de Géorgie, et l'année suivante une autre usine ouvrait au Brésil.

### XXIesiècle
Production du premier moteur mis au point par JCB en 2004 : le moteur diesel JCB444. En 2005, pour la première fois depuis quarante ans, JCB rachète un équipementier allemand, Vibromax. La même année l'entreprise ouvre une nouvelle usine en Chine, à Shanghai (Pudong. En 2006, JCB employait 4 000 personnes, soit deux fois plus de personnes qu'en 1975.
Un projet de 40 millions de livres sterling pour la construction d'un nouveau site voit le jour en 2007. L'année suivante, l'entreprise quitte son ancien site de Pinfold Street dans l'Uttoxeter afin de s'installer sur un nouveau site derrière la A50 ; l'ancien site sera démoli par la suite en 2009. Cette année-là, JCB fait part de sa volonté de faire en Inde sa plus grande usine de fabrication. L'usine de Ballabhgarh en Haryana deviendra la plus grande usine de chargeuses pelleteuses.
JCB a fait une suppression de 2 000 emplois pendant la crise de 2008, mais en 2010 elle annonça le recrutement de 200 personnes.

## Exploitations
JCB compte 18 usines en Grande-Bretagne, Allemagne, Amérique du Nord et du Sud, en Inde et en Chine. L'entreprise emploie plus de 10 000 personnes sur quatre continents et vend ses produits dans 150 pays au travers de 1 500 concessions.
Le siège social de la société se trouve à Rocester, en Grande-Bretagne, qui est également le site de production des chargeuses pelleteuses et des Telescopic 'Loadall'. JCB possède également trois usines supplémentaires près de Cheadle, Staffordshire (JCB bulldozers, tracteurs, et des produits compacts), une à Rugeley (JCB cabine), trois à Uttoxeter (JCB pièces, JCB gamme lourde, JCB accessoires), une à Foston dans le Derbyshire (JCB moteurs) et une à Wrexham (JCB transmissions).  
Les usines JCB Inde son basées à Ballabgarh Hansi (Haryana) et Pune, celle de JCB US à Pooler, Géorgie (États-Unis), celle du Brésil à Sorocaba, et celle de Chine, terminée en 2005, est située à Pudong à côté de Shanghai. JCB est également propriétaire de Vibromax, une société d'équipements de compactage basée à Güntersleben.
La société dispose aussi d'une licence pour son nom, ainsi que les droits d'images d'une ligne de produits publicitaires fabriqués par Alba PLC. Les produits sont vendus au travers de sites marchands franchisés.

## Produits
La plupart des engins produits par JCB sont des variantes de la chargeuse-pelleteuse, dont les versions à chenilles ou roues, les versions mini ou large, ainsi que les autres variations pour transporter ou déplacer les éléments, par exemple le chariot élévateur et les Télescopiques pour déplacer du matériels à des étages élevé. Des pelleteuses sur roues et des bennes semi remorques sont également produites. 

### Pelleteuses

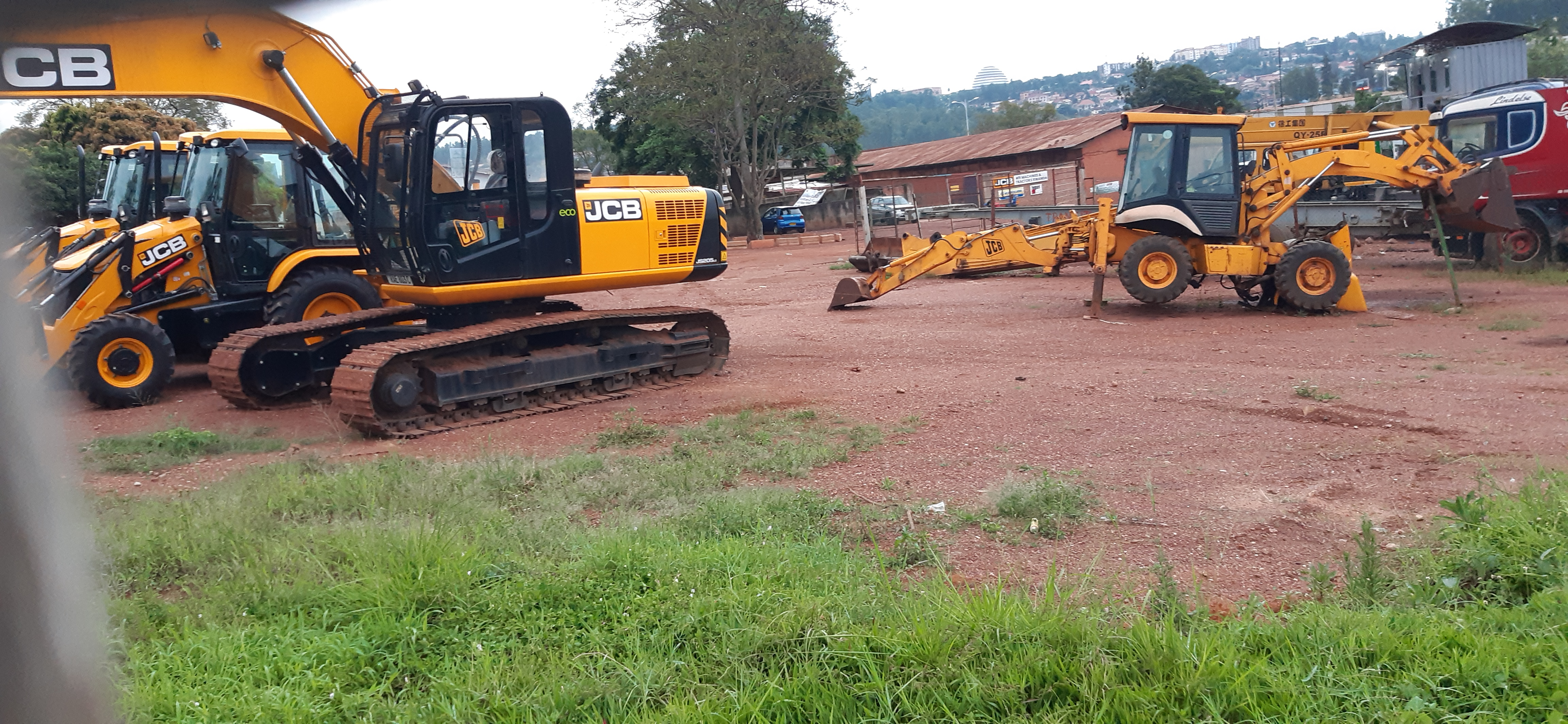
Pelleteuse sur chenilles et autres engins JCB au Rwanda.

Pelleteuses sur chenilles 360° allant de la JZ70 (7 tonnes) à la JS460 (46 tonnes). En 2008, durant Con Expo, JCB dévoile sa nouvelle gamme JS520 qui inclut le nouveau style (les accessoires sont peints en noirs).  Les pelleteuses sur roues 360° allant de la JS130W à la JS200W. Les machines peuvent être produites avec une mono flèche, ou une triple flèche.

### Tractopelles
Tractopelles industriels et agricoles allant de la machine compacte hydrostatique 6 tonnes, jusqu’à la machine d’exploitation de 25 tonnes agrémentée de moteurs diesel de 4 à 6 cylindres.

### Tracteurs
JCB s’est également fait connaître grâce à ses tracteurs en produisant l’un des premiers tracteurs équipés de suspensions et capable de rouler à vitesse élevé sur la route. Le Fastrac JCB entre en production en 1990. Avant ce modèle, les suspensions étaient difficiles à concevoir à cause de la hauteur fixe des connexions nécessaires aux machines agricoles, et les tracteurs étaient particulièrement lents sur la route. En fonction du modèle, le Fastrac peut voyager à 50 km/h, 65 km/h ou 75 km/h. Depuis 2006, JCB produit également une gamme de tracteurs compacts dédiés au travail de la terre, l’horticulture, et les tâches légères d’agriculture. 

### Engins militaires
JCB fabrique également une gamme de véhicules militaires, qui se concentrent également sur la manutention et le terrassement.  Cette gamme comprend la JCB HMEE.

### Dieselmax
En avril 2006, JCB lève le voile sur un projet de développement d’un véhicule équipé d’un moteur diesel : le JCB Dieselmax, afin de battre le record de vitesse terrestre. La voiture est équipée de deux moteurs modifiés JCB 444 diesel suralimentés, utilisant un turbocompresseur afin de développer 750ch, un moteur actionne les roues avant et un autre les roues arrière.
Le 22 août 2006, le Dieselmax conduit par Andy Green pulvérise le record de vitesse terrestre  avec un moteur diesel, atteignant la vitesse de 529 km/h. Le jour suivant, le record est de nouveau pulvérisé, avec cette fois-ci une vitesse de 563,418 km/h.

### Vibromax
JCB rachète l’entreprise allemande Vibromax, fabricant de compacteurs.

## Marketing

### Logo
Le logo JCB date de 1953 ; depuis 1960 les machines à écrire de la société ont reçu une touche supplémentaire afin d’avoir un meilleur rendu visuel. JCB a mené un grand nombre de campagnes publicitaires dans la presse spécialisée, et a remporté plusieurs prix, notamment celui de la meilleure photographie. Le logo a été dessiné par Leslie Smith, et est incliné de 18 degrés à l’horizontale et de 22 degrés à la verticale – l’angle que Joe Bamford appréciait. 

### L'équipe de présentation
Afin de démontrer sa foi dans la sûreté intégrée de l’hydraulique de ses machines (qui verrouillent automatiquement le bras en cas de perte de pression hydraulique, afin d’éviter sa chute au sol), Joe Cyril Bamford s’arrangea pour réunir plusieurs chargeuses-pelleteuses alignées et auto-portées par leurs bras respectifs, pour créer un tunnel à travers lequel il a conduit sa voiture. 
Cet événement est devenu par la suite une figure incontournable de la présentation de la versatilité de la chargeuse-pelleteuse. L’équipe de présentation de JCB (JCB Dancing Diggers), organise des tournées de présentation agricole, et produit des clips vidéos dans lesquelles ils montrent comment les véhicules peuvent être manœuvrés et s'auto-porter.  Par exemple, les conducteurs ont l’habitude de porter le véhicule avec les deux pelles, soit pour faire demi-tour sans abimer le sol, soit pour nettoyer les chenilles dans des flaques. L’équipe de présentation a étendu ce concept à des exercices de gymnastiques pour véhicules.  Les conducteurs sont membres de l’équipe de démonstration de JCB, qui prospectent des clients en leur faisant des démonstrations de machines sur le terrain des clients.

## Controverses
JC Bamford Excavators figure dans la liste des entreprises ayant des opérations dans les territoires occupés illégalement par l'État d'Israël en territoire palestinien.